# Memnoniella aterrima
Memnoniella aterrima är en svampart som beskrevs av Höhn. 1923. Memnoniella aterrima ingår i släktet Memnoniella, ordningen köttkärnsvampar, klassen Sordariomycetes, divisionen sporsäcksvampar och riket svampar.   Inga underarter finns listade i Catalogue of Life.